# Areldia dressleri
Areldia es un género monotípico de orquídeas de hábitos epifitas. Su única especie: Areldia dressleri (Luer) Luer, Monogr. Syst. Bot. Missouri Bot. Gard. 95: 255 (2004), es originaria de Panamá.
Este género fue considerado una vez como parte integrante de Pleurothallis  y, desde su publicación en el 2004, es un género segregado, aunque aún no está aceptado de forma unánime.

## Descripción
Es una orquídea de tamaño diminuto, de hábitos epífitas, que prefiere el clima cálido. Tiene un rizoma rastrero que da lugar a una sola hoja globosa, a ovada, de color verde con reticulación blanca, apiculada,  poco peciolada. Florece en una inflorescencia de 6 mm de largo, con flores individuales con una bráctea en la base y una bráctea floral acuminada tubular que lleva una flor de 2 cm de longitud, gigante para su tamaño.

## Distribución y hábitat
Se encuentra en Panamá como una orquídea epífita en el musgo en alturas de alrededor de 1000 m s. n. m. (metros sobre el nivel del mar).

## Taxonomía
Areldia dressleri fue descrita por Carlyle A. Luer y publicado en Monographs in Systematic Botany from the Missouri Botanical Garden 95: 255. 2004.
Etimología
Areldia: nombre genérico 
dressleri: epíteto otorgado en honor del botánico estadounidense Robert Louis Dressler, especializado en las orquídeas.
Sinonimia
- Pleurothallis dressleri Luer, Selbyana 3: 98 (1976).[3]